# Bang Len, Nonthaburi (phó huyện)
Bang Len (tiếng Thái: บางเลน, phát âm [bāːŋ lēːn]) là một trong sáu phó huyện (tambon) của huyện Bang Yai, ở tỉnh Nonthaburi, Thái Lan. Phó quận xung quanh (theo chiều kim đồng hồ) là Bang Rak Yai, Bang Rak Noi, Bang Krang, Bang Khu Wiang, Bang Muang và Sao Thong Hin. Vào năm 2020 tổng dân số ở đây là 19.566 người.

## Phân cấp hành chính

### Hành chính trung tâm
Phó huyện được chia thành 11 làng (muban).
| No. | Tên                    | Tiếng Thái        |
| --- | ---------------------- | ----------------- |
| 01. | Ban Bang Len           | บ้านบางเลน         |
| 02. | Ban Bang Phlu          | บ้านบางพลู          |
| 03. | Ban Bang Masang        | บ้านบางมะซาง       |
| 04. | Ban Bang Sakae         | บ้านบางสะแก        |
| 05. | Ban Tha Rot            | บ้านท่ารถ           |
| 06. | Ban Na Wat Prang Luang | บ้านหน้าวัดปรางค์หลวง |
| 07. | Ban Wat Yukhantharawat | บ้านวัดยุคันธราวาส    |
| 08. | Ban Bang Si Rat        | บ้านบางศรีราษฎร์     |
| 09. | Ban Bang Sakae         | บ้านบางสะแก        |
| 10. | Ban Wat Noi            | บ้านวัดน้อย          |
| 11. | Ban Na Rong Si         | บ้านหน้าโรงสี        |

### Hành chính địa phương
Khu vực phó huyện được chia thành hai tổ chức hành chính địa phương.
- Phó huyện Bang Len (tiếng Thái: เทศบาลตำบลบางเลน)
- Phó huyện Bang Muang (tiếng Thái: เทศบาลตำบลบางม่วง)